# Lagurus (botânica)
- Commons
- Wikispecies

Lagurus L. é um género botânico pertencente à família Poaceae.
Na classificação taxonômica de Jussieu (1789), Lagurus é o nome de um gênero  botânico,  ordem  Gramineae,  classe Monocotyledones com estames hipogínicos.

## Sinônimo
- Avena Scop. (SUS)

## Espécies
- Lagurus dalmaticus
- Lagurus dimorphus
- Lagurus freynii
- Lagurus humilis
- Lagurus longifolius
- Lagurus nitens
- Lagurus ovatus
- Lagurus paniculatus
- Lagurus siculus

## Classificação do gênero
| Sistema | Classificação                   | Referência               |
| ------- | ------------------------------- | ------------------------ |
| Linné   | Classe Triandria, ordem Digynia | Species plantarum (1753) |